# Rhapidostreptus innominatus
Rhapidostreptus innominatus är en mångfotingart som först beskrevs av Chamberlin 1927.  Rhapidostreptus innominatus ingår i släktet Rhapidostreptus och familjen Spirostreptidae. Utöver nominatformen finns också underarten R. i. burudiensis.